# Żagiel ziemi
Żagiel ziemi (укр. «Вітрило землі») — восьмий студійний альбом польського блюз-рокового гурту Breakout, який було видано у 1980 році. Żagiel ziemi — концептуальний альбом присвячений Олімпійським іграм у Москві в 1980 році, було створено у співпраці з Романом «Пазурем» Войцеховським.

## Перелік пісень
1. Jestem zwyczajnym mięśniem
2. Dlaczego walczę
3. Ile olimpiad
4. Rekord jest próbą
5. Żagiel ziemi
6. To nas łączy
7. W tłumie stadionu
8. Historia dysku
9. Maraton
10. Nad stadionem w Olimpii

## Склад гурту
- Тадеуш Налепа — гітара, вокал
- Міра Кубашіньська — вокал
- Марек Сурзин — гітара
- Збігнев Випич — бас-гітара
- Кристіан Вілчек — ударні